# 1023
1023 (MXXIII) je bilo navadno leto, ki se je po julijanskem koledarju začelo na torek.

## Dogodki
- december - Abd ar-Rahman V. iz dinastije Omajadov je razglašen za kordobskega kalifa. Čez mesec dni kasneje ga do smrti linča množica na cesti.
- Kordobski kalifat: guverner Seville izkoristi spore v kalifatu okoli nasledstva in prevzame oblast kot Abbad I., kralj Seville.
- Po smrti Llywelyna ap Seisylla, valižanskega kralja žepnih kraljevin Gwynedd in Deheubarth, omenjeni kraljevini nasledita pretendent Iago ab Idwal ap Meurig (Gwynedd) in kralj Morgannwga Rhydderch ap Iestyn (Deheubarth).
- Gaznavidi osvojijo Transoksanijo.

## Rojstva
Neznan datum
- Viljem VII., vojvoda Akvitanije in grof Poitouja († 1058)

## Smrti
- 5. februar - Sitt al-Mulk, regentinja fatimitskega kalifa (* 970)
- 28. maj - Wulfstan, nadškof Yorka, pridigar

Neznan datum
- Oda Haldenslebenska, poljska vojvodinja žena (* 955/960)
- Llywelyn ap Seisyll, valižanski kralj Gwynedda in Deheubartha